# راندال هانسن
راندال هانسن هو مؤرخ وعالم سياسة كندي، ولد في 2 فبراير 1970.